# 新北落
新北落（しんきたおとし）は、かつて埼玉県久喜市（久喜区域）の河原井沼内を流下していた農業排水路である。

## 概要
この新北落は河原井沼における掘り上げ田からの排水路として整備された農業排水路であった。南方にもほぼ同様の機能を持つ中堀（姫宮落川（爪田ヶ谷堀）の上流河川）が並行して流下していた（一部では接続もしていた。）。これら新北落と中堀は河原井沼にて久喜菖蒲工業団地が造成されると、建設に伴い埋め立てられ、その役目を終えた。しかしながら新北落については、本流が埋め立てられてしまった今日においても備前堀川に流入する直前の地点に設けられていた水門のみは現存している。

## 流路
河原井沼の掘り潰れからの悪水などが主な水源となり、河原井沼のほぼ中央部を中堀（姫宮落川（爪田ヶ谷堀）の上流河川）の北方に並行し東南東に向かい流下する。流下する途中に河原井沼を縦断する道路（現・市道：久喜・菖蒲公園通り）と「新北橋」にて交差し、その直後に南南西へと延びる水路にて中堀と接続する。本流はさらに東南東へと流下し、やがて江面（北側）と下早見（南側、下早見飛地）の境界にて北北西より流下してくる備前堀川へと至り、流入・終点となる。

## 橋梁

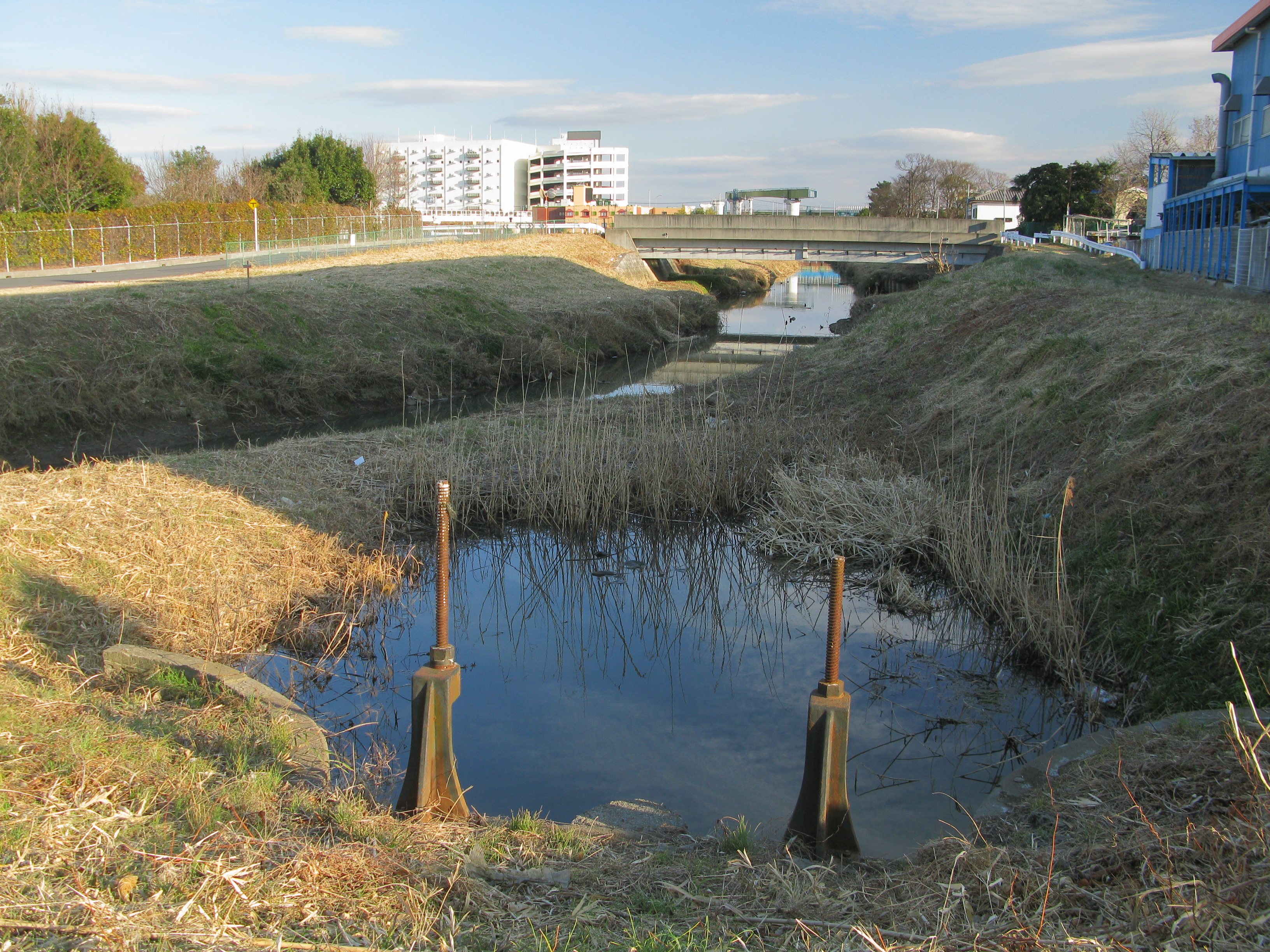
水門より備前堀川の下流方向を望む

- 新北橋

## 流域周辺所在の施設
過去
- 河原井沼内の掘り上げ田

現在
- 久喜菖蒲工業団地
- 久喜菖蒲公園
- 昭和沼